# Cerro Chuscha
El cerro Chuscha, también conocido como Nevado de Chuscha, se encuentra ubicado en el departamento Cafayate, provincia de Salta, Argentina. Pertenece al sistema orográfico de la cordillera Oriental Andina, formando parte del extremo septentrional de la serranía del Cajón, que se extiende de norte a sur al oeste del valle del río Santa María. El nombre de chuscha proviene del quechua «Pelo». 
Su altitud es de 5412 m s. n. m., tratándose de un nevado formado por una cumbre principal, de la cual se desprende un filo occidental y uno oriental, los que presentan a su vez, cumbres secundarias de menor altitud.
En la cima del cerro se encuentra la antigua ciudad de Chujchagasta, hoy llamada Tolombón, antiguo asentamiento de la etnia calchaquí y subparcialidad de los tolombones.

## Economía
Las familias campesinas de esta zona producen viñas, frutales, nogales, huertas familiares, cultivo de especies forrajeras, cría de ganado caprino y ovino, elaboración de dulces, arropes y vinos caseros y mantienen la práctica de la trashumancia de verano e invierno para el cuidado de la hacienda vacuna. 

## Santuario incaico
El cerro Chuscha constituye un ejemplo típico de santuario de altura incaico, en el que las cumbres secundarias y precumbres han sido culturalmente apropiadas para la construcción de arquitectura ceremonial, depósitos de leñas, ofrendas y ejecución de sacrificios humanos. 